# Diskografie společného díla dvojice Šimek & Grossmann
Tento seznam obsahuje zvukové a audiovizuální nosiče, které obsahují společné dílo dvojice Š+G, tedy Miloslava Šimka a Jiřího Grossmanna (tj. scénky, povídky, TV a divadelní pořady aj.). Nezabývá se dílem Miloslava Šimka, vytvořených v jeho partnerstvích s jinými umělci.

## Diskografie

### Hry, písně a scénky na MC-LP-CD
- Besídka zvláštní školy (sestřih z představení LP 1969, náklad zničen, 1990; záznam představení CD 1998)
- Návštěvní den 1 (LP 1970; rozš. vyd. CD 1996)
- Návštěvní den 2 (LP 1971; rozš. vyd. CD 1996)
- Návštěvní den 3 (LP 1972; rozš. vyd. 1997)
- To byl Jiří Grossmann (LP 1975)
- Povídky Šimka & Grossmanna (LP 1979)
- Povídky Šimka & Grossmanna 2 (LP 1980)
- Povídky Šimka & Grossmanna 3 (LP 1981)
- Pupáci (LP 1990, rozš. vyd. pod tit. Volte Pupáka CD 1998)
- Návštěvní den 4 (CD 1997)
- Besídka v rašeliništi (CD 1998, též 2006)
- Návštěvní den 5 (CD 1999)
- To byli pánové Šimek & Grossmann (rozš. vyd. To byl Jiří Grossmann CD 2004, toto CD neuvádí píseň Sadie)

### Povídky
- Povídky 1 (CD 1994)
- Povídky 2 (CD 1995)
- Povídky 3 (CD 1996)
- Povídky 4 (CD 2001)
- Povídky 5 (CD 2001)
- Povídky 6 (CD 2003)
- Povídky 7 (CD 2004)
- Povídky 8 (CD 2006)

pozn.: povídky vyšly též ve vydání po 4, resp. 8 původních CD; LP Povídky Šimka & Grossmanna (viz min.odst.) obsahují též písně

### Videozáznamy
- Šimek & Grossmann. Návštěvní dny. Hop dva tři (DVD) (Supraphon 2004)
- Šimek & Grossmann 2. Návštěvní dny. Hop dva tři. Pánský večírek. Potoky modré krve (DVD) (Supraphon 2007). Uvedená dvě CD obsahují dosud nejkompletnější videozáznam tvorby dvojice Š+G
- Síň slávy televizní zábavy: Miloslav Šimek a jeho herečtí partneři (Česká televize, 2013)

### Souhrnné dílo dvojice Š+G na audio a video nosičích
- Šimek & Grossmann. Povídky (8 CD) (Supraphon 2010) - čtou autoři a Jiří Krampol
- Šimek & Grossmann. Komplet 1966-1971 (17 CD) (Supraphon 2013) - obsahuje všechny dostupné záznamy her, v celém rozsahu